# Линия Макнамары
Линия Макнамары (англ. McNamara Line) — распространённое название инженерного барьера, строившегося вооружёнными силами США в 1967—1968 годах во время войны во Вьетнаме.

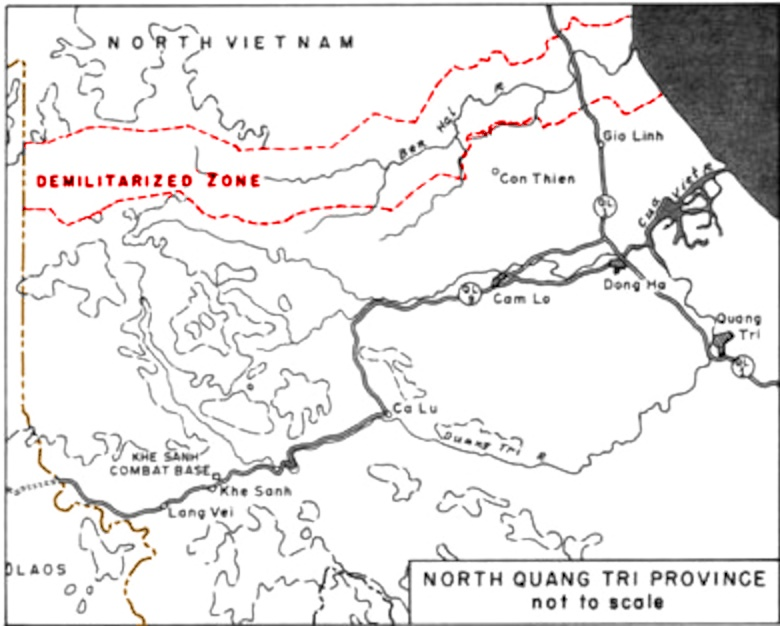
Демилитаризованная зона и южные подступы к ней

## Проект
Во время Вьетнамской войны большинство подразделений Армии Северного Вьетнама проникали в Южный Вьетнам по «тропе Хо Ши Мина», пролегавшей через Лаос, что позволяло обходить демилитаризованную зону (ДМЗ) между двумя частями страны. В 1966 году американский профессор Роджер Фишер предложил построить южнее ДМЗ и на территории Лаоса барьер для предотвращения инфильтрации, который бы сочетал в себе минные поля и укреплённые сооружения с высокотехнологичными датчиками, предупреждавшими о приближении противника. Идею подхватил министр обороны США Роберт Макнамара. 
Проект барьера на территории Южного Вьетнама имел кодовое обозначение «Dye Marker». Предполагалось очистить от растительности полосу вдоль демилитаризованной зоны шириной до 1 км. На ней устанавливались проволочные заграждения и закладывались многочисленные минные поля. Сейсмические и акустические датчики должны были предупреждать о появлении противника американские подразделения, размещённые на военных базах вдоль линии. Строительство велось силами морской пехоты США, которая несла ответственность за северные провинции Южного Вьетнама.

## Строительство
Сразу после начала сооружения барьера возникли трудности. В сентябре всё внимание морской пехоты оказалось приковано к военной базе Контхиен, осаждённой северовьетнамскими силами. В начале 1968 года строительство было приостановлено в связи с осадой базы Кхесань и начавшимся Тетским наступлением, во время которого морская пехота оказалась вовлечена в ожесточённые бои за город Хюэ, захваченный подразделениями Северного Вьетнама. Летом 1968 года морская пехота получила приказ об изменении своей стратегии действий — отказе от обороны баз вдоль демилитаризованной зоны и начале высокомобильных операций, что само по себе противоречило идее, закладывавшейся в барьере. «Линия Макнамары» так никогда и не была достроена и введена в эксплуатацию. Это не помешало вьетнамским источникам сообщать об успешном прорыве линии в ходе Пасхального наступления 1972 года.

## В Лаосе
На территории Лаоса концепция Макнамары предусматривала широкое использование электронных датчиков, разбрасывавшихся с самолётов или устанавливавшихся американскими группами специального назначения. Эти датчики активно применялись для наведения американской авиации на северовьетнамские грузовики на «тропе Хо Ши Мина». 